# Wilhelm Dörr (Nazi)
Pour les articles homonymes, voir Dorr.
Wilhelm Dörr (né le 9 février 1921 à Merenberg, mort le 13 décembre 1945 à Hamelin) est un SS-Oberscharführer allemand. Agent de camp de concentration, il a servi comme garde au camp de Mittelbau-Dora et en tant que commandant adjoint du sous-camp de Kleinbodungen. 
À la fin de la Seconde Guerre mondiale, il a été reconnu coupable de crimes de guerre par les autorités britanniques dans le Procès de Belsen et exécuté.

## Biographie
Wilhelm Dörr est né dans la ville de Merenberg (Hesse) le 9 février 1921 et a grandi dans le Rennerod où il a travaillé principalement comme commis de ferme. Il était un membre des Jeunesses hitlériennes de 1932 à 1939 et s'est porté volontaire pour intégrer la Waffen-SS en décembre 1940 faute d'avoir été accepté dans la Wehrmacht. Après sa formation à Dresde en octobre 1941, il est tombé gravement malade. Souffrant de rhumatismes, il a été hospitalisé pendant plusieurs mois. Après sa convalescence, Dörr a été réaffecté à la SS-Totenkopfverbände à l'été 1942 puis rejoint le camp de concentration de Sachsenhausen comme gardien jusqu'en décembre 1943.
En janvier 1944, Dörr est transféré au camp de concentration de Mittelbau-Dora où il est d'abord affecté comme Blockführer dans le camp central avant d'être nommé adjoint de  l'Hauptscharführer, Franz Stofel, commandant du sous-camp de Kleinbodungen, en septembre 1944.
À Kleinbodungen, il a aidé à gérer environ 620 détenus des camps utilisés comme des ouvriers esclaves à la production d'armements comme les missiles balistiques V-2 destinés à l'effort de guerre allemand. Lorsque les troupes américaines semblaient sur le point de capturer le camp de concentration de Dora et ses environs en avril 1945, l'ordre d'évacuation du camp est donné. Dörr a été l'un des 45 SS, qui a mené une  "marche de la mort". Les prisonniers de Kleinbodungen ont été transférés au camp de concentration de Bergen-Belsen en Basse-Saxe. Pendant le voyage, les SS ont mené de nombreuses exécutions sommaires de prisonniers qui tentaient de s'échapper ou qui ralentissaient la progression de la marche.

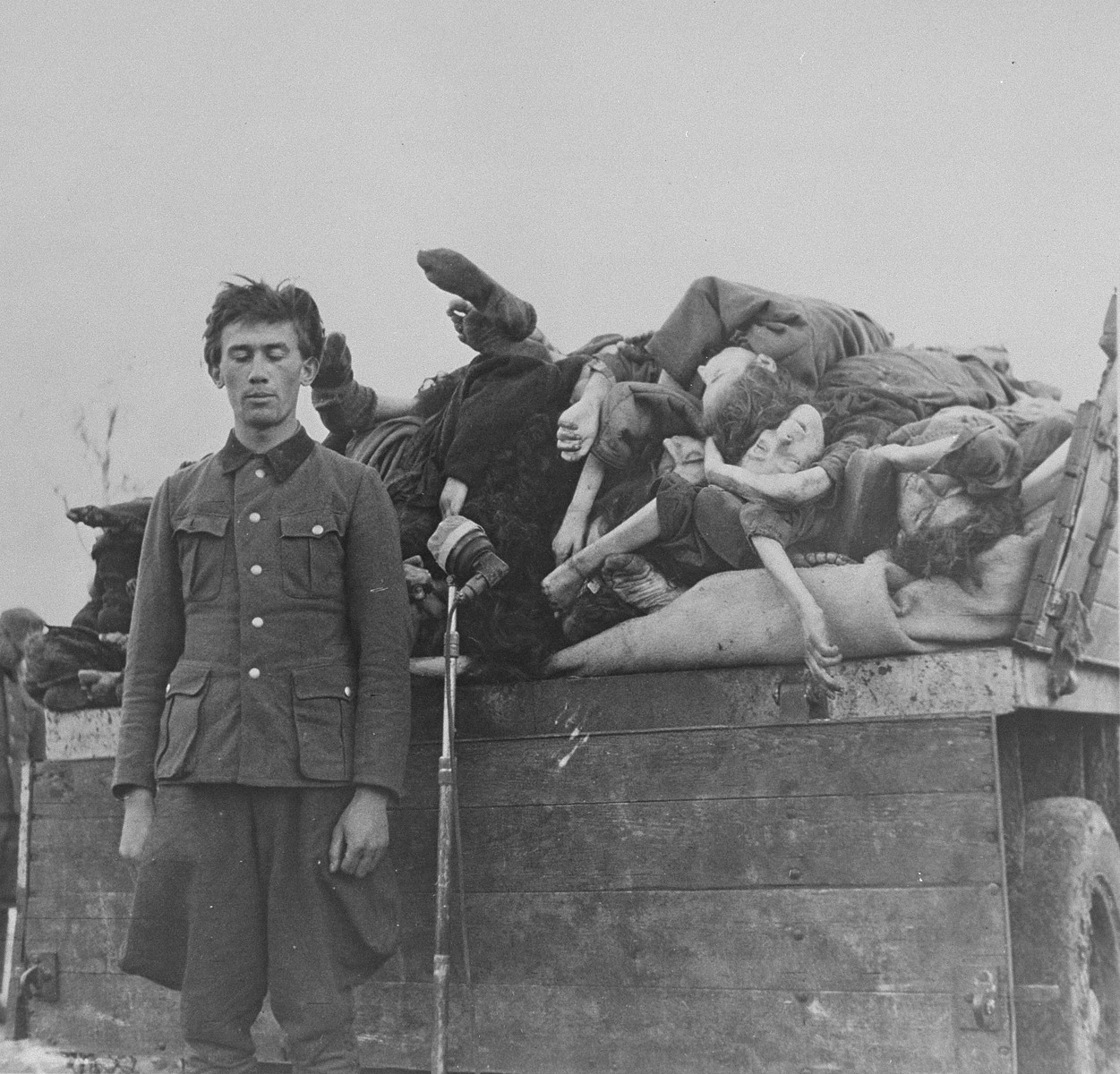
SS Wilhelm Dörr se tenant en face d'un microphone à Bergen-Belsen le 24 avril 1945, derrière lui une remorque de camion chargée de cadavres de prisonniers.

## Arrestation et procès
Quatre jours après l'arrivée de Dörr et de son groupe à Bergen-Belsen, le camp est libéré par les troupes britanniques le 15 avril 1945. Il a été arrêté et inculpé pour les atrocités qui avaient eu lieu au cours de la marche de la mort de Mittelbau-Dora. Dörr a été inculpé avec 45 autres criminels de guerre devant un tribunal militaire britannique de Lüneburg dans le cadre du Procès de Belsen. Il a plaidé non coupable aux accusations mais a néanmoins été reconnu coupable et condamné à mort. Il a été exécuté par pendaison dans la prison de Hamelin le 13 décembre 1945 par le bourreau Albert Pierrepoint, aidé par un assistant.